# Juan Carlos Calvo
Juan Carlos Calvo (26 de juny de 1906 - 12 d'octubre de 1988) fou un futbolista uruguaià.
Va formar part de l'equip uruguaià a la Copa del Món de 1930, tot i que no disputà cap partit.